# Киндрацкий, Василий Михайлович
Василий Михайлович Киндрацкий (укр. Василь Михайлович Кіндрацький; 10 марта 1963, Струпков, Коломыйский район, Ивано-Франковская область, УССР, СССР — 28 мая 2015, Водяное, Ясиноватский район, Донецкая область, Украина) — украинский военный и политический деятель, заместитель главы Львовской краевой организации Народного руха Украины и глава Николаевской районной государственной администрации с 2005 по 2010 годы; во время войны в Донбассе — заместитель командира батальона «ОУН». Был известен под позывным «Кондрат» или «Киндрат».

## Биография

### Молодость
Родился 10 марта 1963 года в деревне Струпков Коломыйского района Ивано-Франковской области УССР. Окончил в 1980 году Отынийскую среднюю школу, в 1981 году — Коршовское сельскохозяйственное училище по специальности «тракторист-машинист». Срочную службу в советской армии проходил с 1981 по 1983 годы, в 1989 году окончил Львовский государственный университет имени Ивана Франко, факультет журналистики.

### Профессиональная деятельность
Киндрацкий работал корреспондентом газеты «Роздольский строитель» в 1989—1990, редактором газеты «Вестник Роздолья» в 1990—1993 годах. С 1993 по 1995 годы — заместитель директора промышленного предприятия «Довира», с 1995 по 2005 годы — директор муниципального промышленного предприятия «Копия». С 2001 года член Украинской народной партии, в 2008 году возглавил Николаевское районное отделение партии. Был руководителем районного избирательного штаба кандидата в Президенты Украины Виктора Ющенко. С 2005 года возглавлял Николаевскую районную государственную администрацию во Львовской области, с 2006 года — депутат Николаевского районного совета от УНП (обе должности оставил в 2010 году). В 2008 году получил степень магистра государственного управления, окончив Львовский региональный институт государственного управления Национальной академии государственного управления при Президенте Украины. С 2010 года числился как частный предприниматель.

### Война на Донбассе
В 2014 году Киндрацкий отправился добровольцем в зону АТО в составе батальона «ОУН». Участвовал в боях в Водяном. 28 мая 2015 года во время танкового обстрела позиции «Шахта» у Водяного в результате прямого попадания из танка Т-72 Василий Киндрацкий получил тяжёлые ранения. В течение 40 минут врачи боролись за его жизнь, но констатировали вскоре смерть. Похоронен на Лычаковском кладбище на поле № 76, панихида прошла в храме святых апостолов Петра и Павла.

### Семья
Жена — Галина Ярославовна Киндрацкая (род. 1964). Дети: Ангелина (2004), Ярослав (2007).

## Память
20 февраля 2016 года в Николаеве(Львовская область) открыта мемориальная доска в честь Василия Киндрацкого, установлена на фасаде здания Николаевского районного совета, а позднее была названа и улица в честь Киндрацкого. Председатель ОУН Богдан Червак также предложил назвать именем погибшего 2-ю десантно-штурмовую роту батальона ОУН.

## Награды
- Орден Богдана Хмельницкого III степени (посмертно, указ от 21 августа 2015) — за значительный личный вклад в государственное строительство, социально-экономическое, научно-техническое, культурно-образовательное развитие украинского государства, активную гражданскую деятельность, значительные трудовые достижения и высокий профессионализм[9]
- Орден «Народный Герой Украины» (посмертно, 23 июня 2015)[10]